# إدواردو سانتوس (لاعب رماية)
إدواردو سانتوس هو لاعب رماية برتغالي، (و. 1899  م)، شارك في دورة الألعاب الأولمبية الصيفية في عام 1936.

## وصلات خارجية
- إدواردو سانتوس على موقع أوليمبيديا (الإنجليزية)